# Podiumsdiskussion
Bei einer Podiumsdiskussion, Paneldiskussion oder einem Podiumsgespräch kommen Fachleute oder Vertreter von Interessengruppen zum Gespräch vor einer größeren Zuhörerschaft zusammen, um ihre Auffassungen darzustellen und zu vergleichen, und um gemeinsam einen Mehrwert zu erzeugen. Auch Übertragungen von Diskussionen in Funk und Fernsehen werden als Podiumsdiskussionen bezeichnet, wobei hier das Übertragungsmedium als imaginäres Podium gilt.

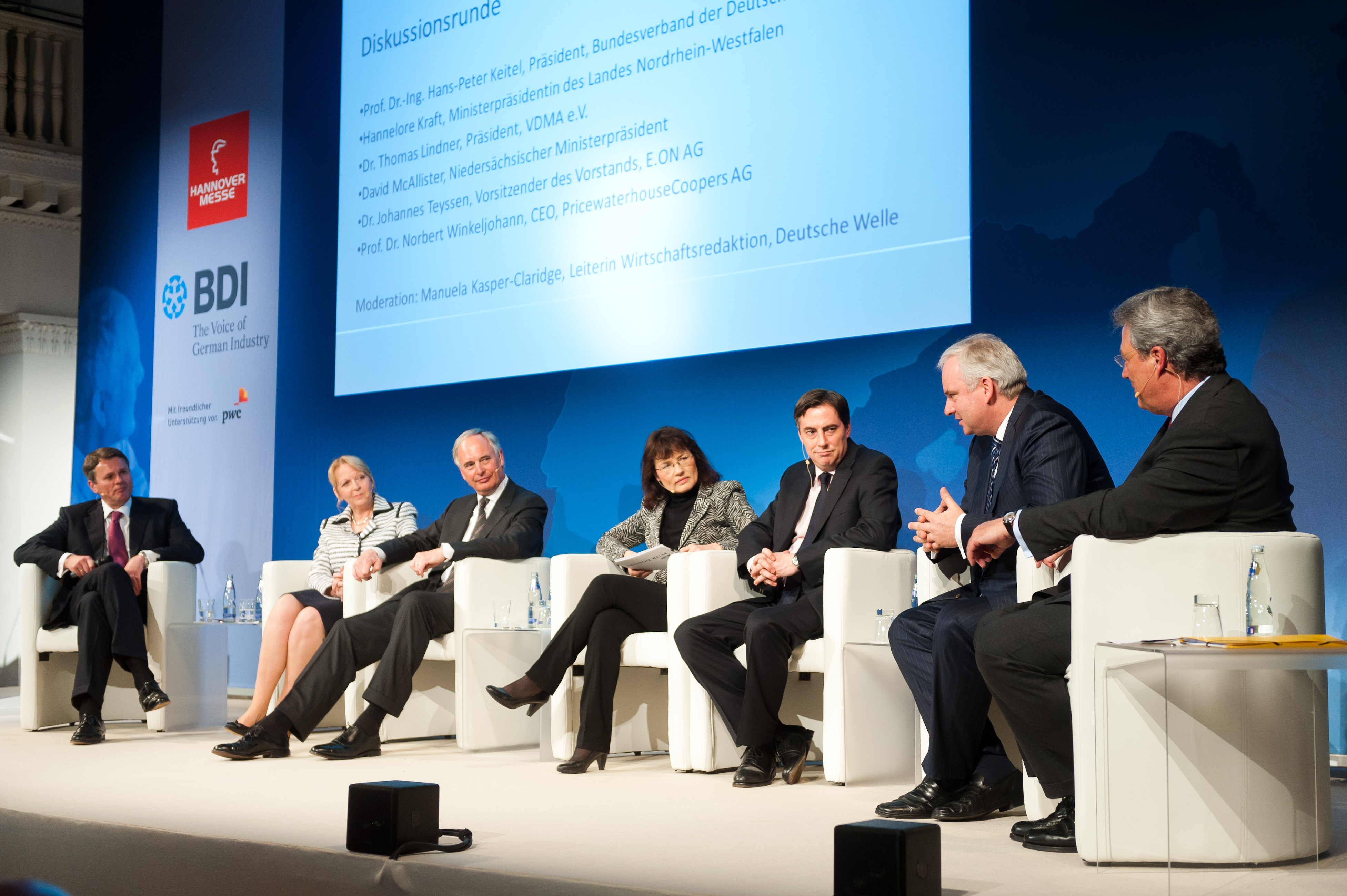
Podiumsdiskussion des BDI 2011 auf der Hannover Messe

## Bühne
Das Gespräch wird auf einer erhöhten Fläche wie einer Bühne (einem Podium) abgehalten, damit möglichst viele Zuhörer und Zuschauer der Diskussion folgen können. Die Podiumsteilnehmer sitzen meist nebeneinander an einem langen Tisch, ihre Beiträge werden über Mikrofone und eine
Lautsprecheranlage verstärkt.

## Moderator
Ein Moderator unterstützt die Teilnehmer in der Gesprächsrunde. Er begrüßt die Zuhörer, erklärt einleitend das Thema des Gespräches, den Ablauf und die Regeln, und er stellt die Teilnehmer vor. Er steuert die einzelnen Redebeiträge, greift wichtige Kernsätze auf, fasst zusammen, bremst übereifrige und unterstützt stille Teilnehmer, vermittelt bei Konflikten, behält den Überblick und versucht die Einhaltung der vereinbarten Rede-Zeiten durchzuführen. Er lenkt den Umgang mit dem Thema und bezieht die Zuhörer mit ein. Am Ende fasst er die Erkenntnisse und offenen Punkte zusammen, bedankt sich bei den Teilnehmern und verabschiedet die Zuhörer.

## Zuhörer
Die Zuhörer haben in der zweiten Hälfte des Podiumsgesprächs meist Gelegenheit, Fragen zu stellen. Fragen werden häufig nicht direkt beantwortet, sondern als Anregung für eine weitere Folge von kurzen Redebeiträgen der Podiumsmitglieder zu dem in der Frage aufgeworfenen Aspekt verwendet. Je nach Größe des Raumes werden die Redebeiträge der Diskussionsteilnehmer mit Mikrofonen oder einer speziellen Diskussionsanlage verstärkt.
Mit steigender Verbreitung von Smartphone und Tablet erhalten Zuhörer vermehrt die Möglichkeit, ihre Fragen digital ohne die Notwendigkeit eines Redebeitrags zu formulieren. Je nach Art der Veranstaltung wird hierfür ein Microblogging-Dienst oder eine Web-App für digitale Moderation genutzt. Der Moderator erhält digital gestellte Fragen aus dem Publikum über einen Vorschaumonitor. Diese kann er in die laufende Diskussion einflechten, ohne sie durch einen Redebeitrag eines Zuhörers unterbrechen zu lassen.
Oft wird in der Veranstaltung eine Pause eingeplant, in der die Zuhörer in Pausengesprächen die gehörten Meinungen diskutieren, bewerten und vertiefen. Auch im Anschluss an die Veranstaltung wird oft bei Snacks und Getränken Gelegenheit geboten, das Gehörte zu diskutieren und mit anderen Zuhörern Kontakte zu knüpfen. Manchmal wird vor Beginn zum „Aperitif“ (Stehempfang mit Getränken) eingeladen, damit sich die Zuhörer kennenlernen und auf das Thema einstimmen können. Diese Peergespräche sind wesentlich für den Lernerfolg.

## Problem der Kontextverschiebung
Eine besondere Herausforderung ist die Auswahl der Podiumsteilnehmer und deren Moderation. Die Idee ist, dass die Teilnehmer ihre Meinung äußern und einander aufmerksam zuhören, damit sie diese diskutieren und so gemeinsam einen Beitrag zum gestellten Thema leisten und das Interesse der Zuhörer befriedigen. Die Zusammenarbeit und der Diskussionsgegenstand stehen im Mittelpunkt.
Aus der sorgfältigen Betrachtung und dem „Gegeneinander im Dialog“ entsteht aber leicht ein Wettstreit. Das geht oft so weit, dass die Selbstdarstellung und Profilierung der Teilnehmer das Thema völlig verdrängt und die Zuhörer keinen inhaltlichen Gewinn mehr haben. Bei politischen Themen ist diese Form manchmal als Wahlkampf gewünscht.
Oft versteckt sich hinter Zuhörer-Fragen der Wunsch, einen eigenen „Experten“-Beitrag zu leisten, also eigentlich selbst auf dem Podium sitzen zu wollen.
Haben Zuhörer die Möglichkeit, Fragen zur Laufzeit der Podiumsdiskussion digital zu stellen, erhält der Moderator erweiterte Möglichkeiten, mit dem Problem der Kontextverschiebung umzugehen. So kann der Moderator durch Fragen von Zuhörern auf eine vom Publikum gegebenenfalls unerwünschte Kontextverschiebung aufmerksam gemacht werden, mit Hilfe von Zuhörerfragen eingreifen und einen für das Publikum befriedigenderen Diskussionsverlauf sicherstellen. Ferner hat der Moderator die Möglichkeit, den digital gestellten Fragen „Experten“-Beiträge aus den Reihen der Zuhörer zu entnehmen, für die laufende Diskussion fruchtbar zu machen und so einer größeren Zahl an Zuhörer-Fragen Zeit geben zu können, die andernfalls durch die Zeitkosten von „Experten“-Beiträgen unberücksichtigt geblieben wären.

## Quelle
1. ↑  Matteo Selvini: Mara Selvinis Revolutionen. ISBN 978-3-89670-658-4,  S. 71.